# Liste der Bodendenkmale in Ahrensbök
In der Liste der Bodendenkmale in Ahrensbök sind die Bodendenkmale der Stadt Ahrensbök nach dem Stand der Bodendenkmalliste des Archäologischen Landesamts Schleswig-Holstein von 2016 aufgelistet. Die Baudenkmale sind in der Liste der Kulturdenkmale in Ahrensbök aufgeführt.
| Denkmal-ID           | Befundart           | Bezeichnung                                   | Zeitstellung                 | Lage | Bemerkungen | Bild |
| -------------------- | ------------------- | --------------------------------------------- | ---------------------------- | ---- | ----------- | ---- |
| aKD-ALSH-Nr. 001 804 | Grabmal > Grabhügel | Grabhügel „Krähenberg“                        | Vor- und/oder Frühgeschichte |      |             |      |
| aKD-ALSH-Nr. 001 805 | Grabmal > Grabhügel | Grabhügel                                     | Vor- und/oder Frühgeschichte |      |             |      |
| aKD-ALSH-Nr. 001 806 | Grabmal > Grabhügel | Grabhügel                                     | Vor- und/oder Frühgeschichte |      |             |      |
| aKD-ALSH-Nr. 001 807 | Grabmal > Grabhügel | Grabhügel                                     | Vor- und/oder Frühgeschichte |      |             |      |
| aKD-ALSH-Nr. 001 808 | Grabmal > Grabhügel | Grabhügel                                     | Vor- und/oder Frühgeschichte |      |             |      |
| aKD-ALSH-Nr. 001 809 | Grabmal > Grabhügel | Grabhügel                                     | Vor- und/oder Frühgeschichte |      |             |      |
| aKD-ALSH-Nr. 001 810 | Grabmal > Grabhügel | Grabhügel                                     | Vor- und/oder Frühgeschichte |      |             |      |
| aKD-ALSH-Nr. 001 811 | Grabmal > Grabhügel | Grabhügel                                     | Vor- und/oder Frühgeschichte |      |             |      |
| aKD-ALSH-Nr. 001 812 | Grabmal > Grabhügel | Grabhügel                                     | Vor- und/oder Frühgeschichte |      |             |      |
| aKD-ALSH-Nr. 001 813 | Grabmal > Grabhügel | Grabhügel                                     | Vor- und/oder Frühgeschichte |      |             |      |
| aKD-ALSH-Nr. 001 814 | Grabmal > Grabhügel | Grabhügel                                     | Vor- und/oder Frühgeschichte |      |             |      |
| aKD-ALSH-Nr. 001 815 | Grabmal > Grabhügel | Grabhügel                                     | Vor- und/oder Frühgeschichte |      |             |      |
| aKD-ALSH-Nr. 001 816 | Grabmal > Grabhügel | Grabhügel                                     | Vor- und/oder Frühgeschichte |      |             |      |
| aKD-ALSH-Nr. 001 817 | Grabmal > Grabhügel | Grabhügel                                     | Vor- und/oder Frühgeschichte |      |             |      |
| aKD-ALSH-Nr. 001 818 | Grabmal > Grabhügel | Grabhügel                                     | Vor- und/oder Frühgeschichte |      |             |      |
| aKD-ALSH-Nr. 001 819 | Grabmal > Grabhügel | Grabhügel                                     | Vor- und/oder Frühgeschichte |      |             |      |
| aKD-ALSH-Nr. 001 820 | Grabmal > Grabhügel | Grabhügel                                     | Vor- und/oder Frühgeschichte |      |             |      |
| aKD-ALSH-Nr. 001 821 | Grabmal > Grabhügel | Grabhügel                                     | Vor- und/oder Frühgeschichte |      |             |      |
| aKD-ALSH-Nr. 001 822 | Grabmal > Grabhügel | Grabhügel                                     | Vor- und/oder Frühgeschichte |      |             |      |
| aKD-ALSH-Nr. 001 823 | Grabmal > Grabhügel | Grabhügel                                     | Vor- und/oder Frühgeschichte |      |             |      |
| aKD-ALSH-Nr. 001 824 | Grabmal > Grabhügel | Grabhügel                                     | Vor- und/oder Frühgeschichte |      |             |      |
| aKD-ALSH-Nr. 001 825 | Grabmal > Grabhügel | Grabhügel „Kuhkoppel“                         | Vor- und/oder Frühgeschichte |      |             |      |
| aKD-ALSH-Nr. 001 826 | Grabmal > Grabhügel | Grabhügel „Kuhkoppel“                         | Vor- und/oder Frühgeschichte |      |             |      |
| aKD-ALSH-Nr. 001 827 | Grabmal > Grabhügel | Grabhügel                                     | Vor- und/oder Frühgeschichte |      |             |      |
| aKD-ALSH-Nr. 001 828 | Grabmal > Grabhügel | Grabhügel                                     | Vor- und/oder Frühgeschichte |      |             |      |
| aKD-ALSH-Nr. 001 829 | Grabmal > Grabhügel | Grabhügel                                     | Vor- und/oder Frühgeschichte |      |             |      |
| aKD-ALSH-Nr. 001 830 | Grabmal > Grabhügel | Grabhügel                                     | Vor- und/oder Frühgeschichte |      |             |      |
| aKD-ALSH-Nr. 001 831 | Grabmal > Grabhügel | Grabhügel                                     | Vor- und/oder Frühgeschichte |      |             |      |
| aKD-ALSH-Nr. 001 832 | Grabmal > Grabhügel | Grabhügel                                     | Vor- und/oder Frühgeschichte |      |             |      |
| aKD-ALSH-Nr. 001 833 | Grabmal > Grabhügel | Grabhügel                                     | Vor- und/oder Frühgeschichte |      |             |      |
| aKD-ALSH-Nr. 001 834 | Altweg, Hafen       | Weg/Furt/Wasserstraße/Hafen                   | Vor- und Frühgeschichte      |      |             |      |
| aKD-ALSH-Nr. 001 835 | Grabmal > Grabhügel | Grabhügel                                     | Vor- und/oder Frühgeschichte |      |             |      |
| aKD-ALSH-Nr. 001 836 | Grabmal > Grabhügel | Grabhügel                                     | Vor- und/oder Frühgeschichte |      |             |      |
| aKD-ALSH-Nr. 001 837 | Grabmal > Grabhügel | Grabhügel „Kuhkoppel“                         | Vor- und/oder Frühgeschichte |      |             |      |
| aKD-ALSH-Nr. 001 838 | Grabmal > Grabhügel | Grabhügel „Kuhkoppel“                         | Vor- und/oder Frühgeschichte |      |             |      |
| aKD-ALSH-Nr. 001 839 | Grabmal > Grabhügel | Grabhügel „Kuhkoppel“                         | Vor- und/oder Frühgeschichte |      |             |      |
| aKD-ALSH-Nr. 001 840 | Grabmal > Grabhügel | Grabhügel „Kuhkoppel“                         | Vor- und/oder Frühgeschichte |      |             |      |
| aKD-ALSH-Nr. 001 841 | Grabmal > Grabhügel | Grabhügel „Kuhkoppel“                         | Vor- und/oder Frühgeschichte |      |             |      |
| aKD-ALSH-Nr. 001 842 | Grabmal > Grabhügel | Grabhügel „Krähenberg“                        | Vor- und/oder Frühgeschichte |      |             |      |
| aKD-ALSH-Nr. 001 843 | Grabmal > Grabhügel | Grabhügel „Krähenberg“                        | Vor- und/oder Frühgeschichte |      |             |      |
| aKD-ALSH-Nr. 001 844 | Grabmal > Grabhügel | Grabhügel                                     | Vor- und/oder Frühgeschichte |      |             |      |
| aKD-ALSH-Nr. 001 845 | Grabmal > Grabhügel | Grabhügel                                     | Vor- und/oder Frühgeschichte |      |             |      |
| aKD-ALSH-Nr. 001 846 | Befestigung > Burg  | Burg/Motte/Ringwall/Turmhügel                 | Mittelalter                  |      |             |      |
| aKD-ALSH-Nr. 001 847 | Befestigung > Burg  | Burg/Motte/Ringwall/Turmhügel „Schwinkenrade“ | Mittelalter                  |      |             |      |
| aKD-ALSH-Nr. 001 848 | Grabmal > Grabhügel | Grabhügel                                     | Vor- und/oder Frühgeschichte |      |             |      |
| aKD-ALSH-Nr. 001 849 | Grabmal > Grabhügel | Grabhügel                                     | Vor- und/oder Frühgeschichte |      |             |      |
| aKD-ALSH-Nr. 001 850 | Grabmal > Grabhügel | Grabhügel                                     | Vor- und/oder Frühgeschichte |      |             |      |
| aKD-ALSH-Nr. 001 851 | Grabmal > Grabhügel | Grabhügel                                     | Vor- und/oder Frühgeschichte |      |             |      |